# Tir à l'arc par équipes féminin aux Jeux olympiques d'été de 2012
Navigation
Pékin 2008 Rio de Janeiro 2016
L'épreuve par équipes féminine de tir à l'arc des Jeux olympiques d'été de 2012 de Londres s'est déroulée au Lord's Cricket Ground, les 27 et 29 juillet 2012. 
L'équipe de la Corée du Sud a remporté la médaille d'or avec Lee Sung-jin, Ki Bo-bae et Choi Hyeonju. La Chine a remporté l'argent et le Japon a remporté le bronze.

## Format de la compétition
Chaque équipe est composée de trois archères. Les 12 meilleures équipes sont classées par rapport aux résultats obtenus par leurs athlètes lors du tour de qualification de l'épreuve individuelle. Ce classement détermine le tableau de la phase finale.
Chaque membre de l'équipe tire 8 flèches dans un match (pour un total de 24 flèches par équipes) et l'équipe avec le total le plus élevé gagne le match. Le vainqueur se qualifie pour le tour suivant tandis que l'équipe perdante est éliminée de la compétition.

## Médaillés
| Or                                               | Argent                               | Bronze                                       |
| Corée du Sud Lee Sung-jin Ki Bo-bae Choi Hyeonju | Chine Fang Yuting Cheng Ming Xú Jīng | Japon Kaori Kawanaka Ren Hayakawa Miki Kanie |

## Programme

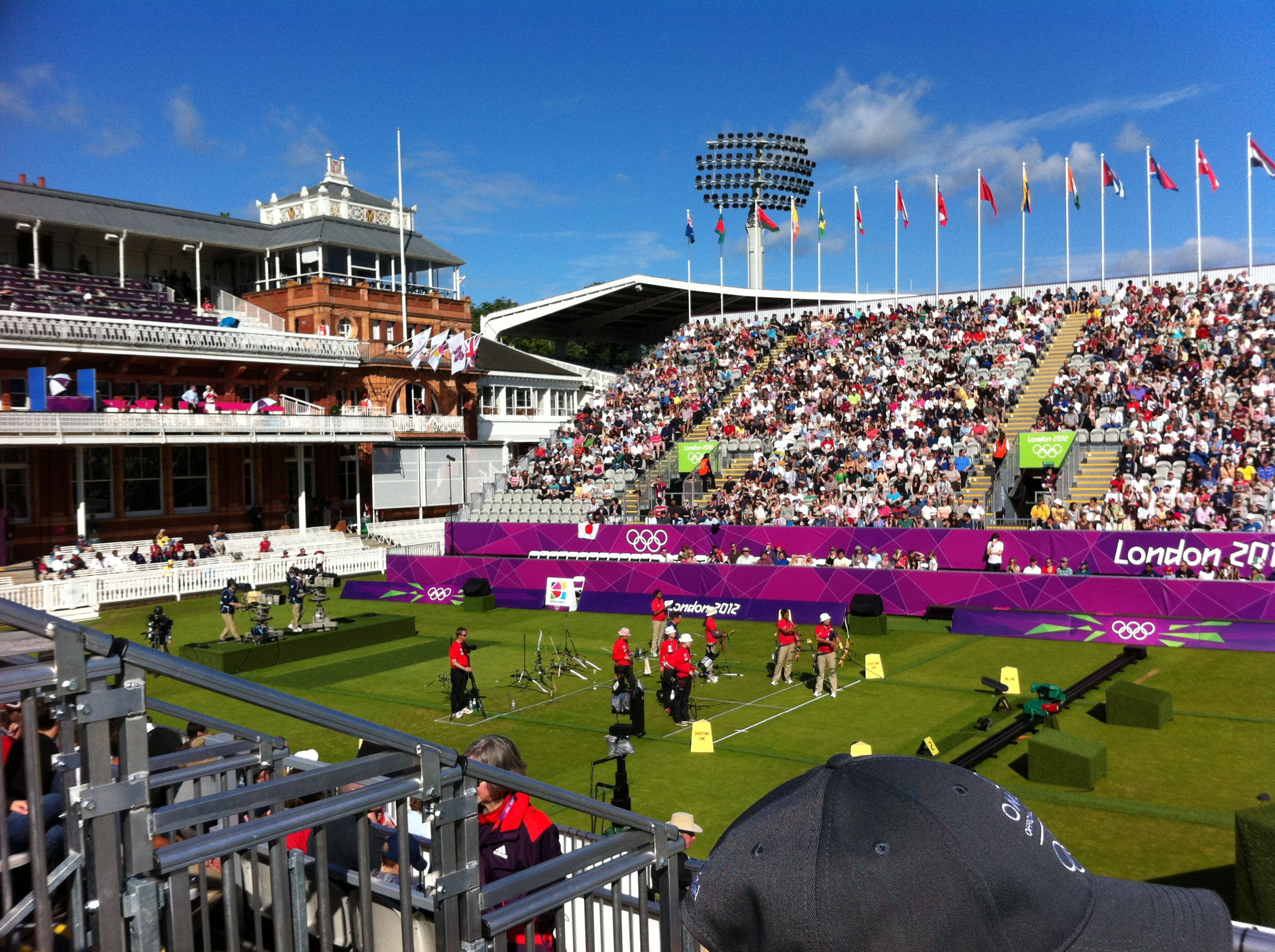
Le premier tour de classement de l'épreuve par équipes des femmes au Lord's Cricket Ground

Tous les temps correspondent à l'UTC+1
| Date                     | Horaire                         | Manche                                             |
| ------------------------ | ------------------------------- | -------------------------------------------------- |
| Vendredi 27 juillet 2012 | 13 h 00-15 h 00                 | Tour de classement                                 |
| Dimanche 29 juillet 2012 | 09 h 00 15 h 00 16 h 40 17 h 33 | 8e de finale Quarts de finale Demi-finales Finales |

## Résultats

### Tour de classement
| Rang | Pays            | Archers                                               | Score |
| ---- | --------------- | ----------------------------------------------------- | ----- |
| 1    | Corée du Sud    | Ki Bo-bae Lee Sung-jin Choi Hyeonju                   | 1993  |
| 2    | États-Unis      | Miranda Leek Khatuna Lorig Jennifer Nichols           | 1979  |
| 3    | Taipei chinois  | Le Chien-Ying Lin Chia-En Tan Ya-ting                 | 1976  |
| 4    | Mexique         | Mariana Avitia Aída Román Alejandra Valencia          | 1974  |
| 5    | Japon           | Kaori Kawanaka Ren Hayakawa Miki Kanie                | 1965  |
| 6    | Russie          | Ksenia Perova Kristina Timofeeva Inna Stepanova       | 1962  |
| 7    | Chine           | Fang Yuting Cheng Ming Xú Jīng                        | 1946  |
| 8    | Danemark        | Louise Laursen Maja Jager Carina Christiansen         | 1946  |
| 9    | Inde            | Bombayla Devi Deepika Kumari Chekrovolu Swuro         | 1938  |
| 10   | Italie          | Pia Carmen Lionetti Natalia Valeeva Jessica Tomasi    | 1937  |
| 11   | Grande-Bretagne | Naomi Folkard Amy Oliver Alison Williamson            | 1874  |
| 12   | Ukraine         | Tetyana Dorokhova Kateryna Palekha Lidiia Sichenikova | 1868  |

### Qualification
| Match | Équipe 1        | Résultat  | Équipe 2 |
| 1     | Inde            | 210 - 211 | Danemark |
| 2     | Japon           | 207 - 192 | Ukraine  |
| 3     | Grande-Bretagne | 207 - 215 | Russie   |
| 4     | Chine           | 200 - 199 | Italie   |

### Tableau final
Voici le tableau final pour l'épreuve par équipe femmes :
|  | Quarts de finale | Quarts de finale |              |          | Demi-finales           | Demi-finales |  |  | Finale | Finale |
|  | Quarts de finale | Quarts de finale |              |          | Demi-finales           | Demi-finales |  |  | Finale | Finale |
|  |                  |                  |              |          |                        |              |  |  |        |        |
|  |                  |                  |              |          |                        |              |  |  |        |        |
|  |                  |                  |              |          |                        |              |  |  |        |        |
|  | Corée du Sud     | 206              |              |          |                        |              |  |  |        |        |
|  | Corée du Sud     | 206              |              |          |                        |              |  |  |        |        |
|  | Danemark         | 195              |              |          |                        |              |  |  |        |        |
|  | Danemark         | 195              | Corée du Sud | 221      |                        |              |  |  |        |        |
|  |                  |                  | Corée du Sud | 221      |                        |              |  |  |        |        |
|  |                  | Japon            | 206          |          |                        |              |  |  |        |        |
|  | Japon            | Japon            | 206          | 219      |                        |              |  |  |        |        |
|  | Japon            |                  |              | 219      |                        |              |  |  |        |        |
|  | Mexique          | 209              |              |          |                        |              |  |  |        |        |
|  | Mexique          | 209              | Corée du Sud | 210      |                        |              |  |  |        |        |
|  |                  |                  | Corée du Sud | 210      |                        |              |  |  |        |        |
|  |                  | Chine            | 209          |          |                        |              |  |  |        |        |
|  | Taipei chinois   | Chine            | 209          | 216 (26) |                        |              |  |  |        |        |
|  | Taipei chinois   |                  |              | 216 (26) |                        |              |  |  |        |        |
|  | Russie           | 216 (28)         |              |          |                        |              |  |  |        |        |
|  | Russie           | 216 (28)         | Russie       | 207      |                        |              |  |  |        |        |
|  |                  |                  | Russie       | 207      | Match pour la 3e place |              |  |  |        |        |
|  |                  | Chine            | 208          |          |                        |              |  |  |        |        |
|  | Chine            | Chine            | 208          | 217      |                        |              |  |  |        |        |
|  | Chine            |                  |              | 217      |                        |              |  |  |        |        |
|  | États-Unis       | 213              |              | Japon    | 209                    |              |  |  |        |        |
|  | États-Unis       | 213              |              | Japon    | 209                    |              |  |  |        |        |
|  |                  |                  |              |          |                        |              |  |  | Russie | 207    |
|  |                  |                  |              |          |                        |              |  |  | Russie | 207    |